# Gianfranco Piazzesi
Gianfranco Piazzesi (Firenze, 2 luglio 1923 – Roma, 25 gennaio 2001) è stato uno scrittore e giornalista italiano.

## Biografia

### Giornalista
Nato in Borgo San Frediano a Firenze, fece il suo esordio da giornalista nel 1946 presso il quotidiano della sua città Il Nuovo Corriere diretto da Romano Bilenchi. In quello stesso periodo collaborò alla nota rivista Società dove fece alcune recensioni (tra cui Uomini e no di Vittorini, Cronache di poveri amanti di Pratolini) e un fondamentale articolo su quello che doveva essere la cronaca. Passò poi al giornale La Nazione come corrispondente da Londra e New York; approdò a La Stampa come inviato speciale.
Nei primi anni sessanta fu al Corriere della Sera sotto la direzione di Alfio Russo; al Corriere con Piazzesi lavoravano altri giovani inviati speciali che sarebbero diventati grandi firme del giornalismo italiano come Piero Ottone, Enzo Bettiza, Alberto Cavallari. Nel 1975 si trasferì a Il Giornale, per volontà del fondatore Indro Montanelli, che lo volle come inviato e commentatore.
Dopo poco tempo fece il percorso inverso, tornando al Corriere. Nel 1980 passò a dirigere La Nazione, ma dovette lasciare l'incarico dopo tredici mesi in seguito ad alcune scottanti inchieste sulla P2. Ancora una volta tornò al Corriere, dove concluse la sua carriera, restandovi fino alla sua morte nel 2001 e dove fu l'editorialista politico tra il 1973 e il 1992, eccezion fatta per le brevi parentesi a La Nazione e al Giornale.

### Scrittore
Piazzesi fu anche scrittore di successo. Nel 1973 vinse il Premio Estense per il suo primo libro La svolta dell'America. Nel 1975 Rizzoli pubblicò un libro dall'autore anonimo, dal titolo Berlinguer e il Professore. L'anonimo era proprio Piazzesi. Il libro fu salutato come uno tra i primi romanzi di genere fantapolitico pubblicato in Italia. Ebbe un enorme successo, venendo pubblicato in sei lingue e superando le 400 000 copie vendute.
Sempre da anonimo, Piazzesi pubblicò ancora un altro romanzo dello stesso genere, ancora con Rizzoli: I soldi in Paradiso, nel quale compare tra i personaggi Gianni Agnelli.
Solamente nel febbraio 1976 Piazzesi sciolse il mistero sulla vera identità dell'autore dei due libri.

## Opere
- Gianfranco Piazzesi, La svolta dell'America, Rizzoli, 1972.
- Gianfranco Piazzesi, Berlinguer e il Professore: cronache della prossima Italia, Rizzoli, 1975.
- Gianfranco Piazzesi, I soldi in Paradiso: cronache della prossima Italia, Rizzoli, 1975.
- Gianfranco Piazzesi, La radunata sediziosa: cronache di questa Italia, Rizzoli, 1976.
- Gianfranco Piazzesi, L'Italia spiegata al popolo, Rizzoli, 1977.
- Gianfranco Piazzesi, Gelli: la carriera di un eroe di questa Italia, Garzanti, 1983. ISBN 88-11-73962-4, ISBN 978-88-11-73962-3
- Gianfranco Piazzesi, La storia di Roberto Calvi, Longanesi, 1984. ISBN 88-304-0217-6, ISBN 978-88-304-0217-1
- Gianfranco Piazzesi, Il gioco della politica, Longanesi, 1987. ISBN 88-304-0736-4, ISBN 978-88-304-0736-7
- Gianfranco Piazzesi, La caverna dei sette ladri, Baldini & Castoldi, 1996. ISBN 88-8089-112-X, ISBN 978-88-8089-112-3

## Fonti
- Addio a Piazzesi, romanziere del compromesso storico. (Tratto da Corriere.it), su archiviostorico.corriere.it. URL consultato il 09-01-2009.
- È morto Piazzesi, grande protagonista del giornalismo italiano. (Tratto da Quotidiano.net) [collegamento interrotto], su quotidianonet.ilsole24ore.com. URL consultato il 09-01-2009.

| Controllo di autorità | VIAF (EN) 60468374 · ISNI (EN) 0000 0001 1765 974X · SBN CFIV073042 · LCCN (EN) n83220105 · GND (DE) 119490382 · J9U (EN, HE) 987007460228005171 · CONOR.SI (SL) 305405795 |